# Artaxes II d'Armènia
Artaxes II o Artaxias I (en armeni Արտաշես Երկրորդ) va ser rei d'Armènia del 33 aC fins al 20 aC.
Era fill d'Artavasdes III. L'any 33 aC els nobles armenis es van revoltar contra el rei Alexandre Heli, fill de Marc Antoni i la reina egipcia Cleòpatra, imposat al tron pel seu pare uns mesos abans. El romans van aplanar la rebel·lió amb ajut del rei d'Atropatene Artavasdes I, enemic del seu pare i que ambicionava el territori, i Artaxes II es va haver de refugiar a territori part.
Però al cap de poc Marc Antoni va haver de cridar a les tropes d'Armènia per fer front a Octavi, i el rei part Fraates IV va derrotar el rei d'Atropatene l'any 32 aC. Amb l'ajut del sobirà part, Artaxes II va recuperar el tron armeni el mateix any 32 aC i a més va rebre el regne d'Atropatene del seu aliat i protector l'any 30 aC.
Després de l'any 30 aC, coneguda la mort del seu pare l'anric rei Artavasdes III, va voler venjança i va ordenar massacrar a tots els romans trobats a territori armeni. Va passar un temps en què les guerres civils de l'Imperi Romà van permetre a Artaxes mantenir-se al poder, però el 20 aC, assentat el poder d'Octavi August, va enviar a Armènia al seu gendre Tiberi. Els parts es van retirar. Abans d'arribar ja el partit proromà d'Armènia va assassinar al rei i va posar al tron al seu germà petit Tigranes III, llavors sota custòdia de Roma a Alexandria com a hostatge, El mateix Tiberi, sota les ordres d'Octavi, amb un petit exèrcit va anar a deposar Artaxes II, però quan va arribar ja havia estat assassinat per alguns dels seus parents. El mateix Tiberi va coronar a Tigranes III sense obrir cap investigació.